# Horror vacui (pel·lícula)
Horror Vacui - Die Angst vor der Leere és una pel·lícula alemanya de 1984 dirigida per Rosa von Praunheim. Rodada amb un estil neoexpressionista, la pel·lícula és una sàtira sobre els cultes de qualsevol mena. La trama segueix a Frankie i Hannes, una jove parella gai que viu a Berlín. Un estudia art i l'altre medicina. La seva vida feliç es veu interrompuda quan en Frankie assisteix a una conferència i ràpidament s'involucra en un culte sinistre que funciona com un grup d'autoajuda anomenat "Optimisme òptim". 'Madame C', una antiga membre del partit nazi, és la líder d' 'Optimal Optimism'. Quan els membres del culte descobreixen que Frankie és gai, és violat repetidament per homes i dones del grup. Hannes ha de trobar una manera de rescatar-lo.

## Repartiment
- Lotti Huber com Madame C
- Joaquin La Habana com membre del culte
- Folkert Milster com Frankie
- Friedrich Steinhauer com Friedrich
- Günter Thews com membre del culte
- Ingrid van Bergen com a periodista
- Tom Vogt com a Hannes